# Marie Keyrouz
Marie Keyrouz (كيروز ماري traslittertato anche in Mari Kairouz) (Deir-El-Ahmar, 1963) è una religiosa e cantante libanese, interprete di musica sacra orientale.

## Biografia
Nata a Deir-El-Ahmar, nei pressi di Baalbek, nel 1963, in una famiglia maronita, fin dalla più tenera età ha intrapreso diverse discipline di studio contemporaneamente ed intrapreso studi in musicologia e antropologia alla Sorbona nel 1991.
Ordinata suora nella chiesa greco-melkita, ha raccolto una serie di cosiddetti canti cristiani "orientali", in gran parte conservati manoscritti in greco e in arabo o attraverso la tradizione orale.
Il suo album di debutto Chant byzantin ha subito sorpreso alla sua uscita nel 1989, non solo per il repertorio antico, ma anche per il suo virtuosismo e raffinatezza. Nella sua esecuzione dei vari canti liturgici è accompagnata da L'Ensemble de la Paix, un piccolo ensemble di musicisti con strumenti della tradizione araba.
Marie Keyrouz è fondatrice dell'Instituit International du Chant Sacré a Parigi, che promuove la ricerca di antichi canti sacri. Ha anche scritto diversi libri.

## Discografia
- 1989: Chant byzantin - Passion et Résurrection (Harmonia Mundi)
- 1989: Chant traditionnel maronite (Harmonia Mundi)
- 1994: Chants sacrés de l'Orient (tradizione melchita) (Harmonia Mundi)
- 1996: Cantiques de l'Orient (Harmonia Mundi)
- 1999: Chants sacrés d'Orient et d'Occident (Virgin Classics)
- 2001: Psaumes pour le 3ème millénaire con Ensemble Orchestral de Paris/John Nelson (direttore d'orchestra) (Virgin Classics)
- 2003: Hymnes à l'espérance (Univerkey Productions)
- 2003: DVD"A Voice for Peace" [Univerkey Productions)
- 2008: La Passion dans les Églises Orientales (Univerkey Productions)